# Mathieu Larnaudie
Mathieu Larnaudie, né à Blois en 1977, est un écrivain français. Il vit et travaille à Paris.

## Biographie
En parallèle à des études de lettres et de philosophie, il publie son premier roman en 2002.
Il a participé en 2004 à la fondation de la revue Inculte, autour de laquelle s’est constitué un collectif d’écrivains. Il a codirigé les éditions du même nom de 2004 à 2021. 
Depuis 2021, il poursuit ses activités éditoriales au sein des éditions du Seuil. 
Il a également dirigé, aux éditions Burozoïque, une collection consacrée au thème de l'utopie et intitulée « Le Répertoire des îles ».
Outre son travail de romancier, il est l'auteur de nombreux textes critiques, politiques ou théoriques. 
Membre du collectif Inculte, il a été pensionnaire à la Villa Médicis en 2019-2020.
Il collabore depuis 2003 avec le compositeur Pierre-Yves Macé dans le cadre du projet Hong Kong Police Terroriste Organisation. 

## Œuvres
- Habitations simultanées, éditions Farrago-Léo Scheer, 2002
- Pôle de résidence momentanée, éditions Les petits matins, 2007
- Strangulation, éditions Gallimard, 2008
- La Constituante piratesque, collection « Le répertoire des îles », éditions Burozoïque, 2009
- Les Effondrés, éditions Actes Sud, 2010
- Acharnement, éditions Actes Sud, 2012
- Notre désir est sans remède, éditions Actes Sud, 2015
- Les jeunes gens, éditions Grasset, 2018
- Blockhaus, éditions Inculte, 2020
- Boulevard de Yougoslavie (avec Arno Bertina et Oliver Rohe), éditions Inculte, 2021
- Trash Vortex, éditions Actes Sud, 2024

## Ouvrages collectifs
- Devenirs du roman, éditions Inculte-Naïve, 2006
- Le Sport par les gestes, éditions Calmann-Lévy, 2007
- Une Chic Fille, collectif Inculte, éditions Naïve, 2008
- Face à Pynchon, monographie, Lot 49/Inculte, éditions Le Cherche-Midi, 2008
- Face à Lamarche-Vadel, monographie (dir.), éditions Inculte, 2009
- Propositions pour une littérature inculte, in NRF, numéro spécial centenaire, Gallimard, 2009
- Le Ciel vu de la terre, éditions Inculte, 2011
- Pour Genet, éditions MEET, 2011
- Face à Sebald, monographie (dir.), éditions Inculte, 2011
- Des Utopies réalisables, A.Type, Genève, 2013
- Devenirs du roman 2, écritures et matériaux, éditions Inculte, 2014
- Pour l'engagement critique, éditions MEET, 2015
- En procès, éditions Inculte, 2016
- Perec, Cahiers de l'Herne, 2016
- Le Livre des places, éditions Inculte, 2018
- Zones blanches, récits d'exploration, éditions Le Bec en l'air, 2018
- Faire effraction dans le réel, éditions POL, 2018
- La littérature est une affaire politique, éditions de l'Observatoire, 2022
- Revue d’études proustiennes – Centenaire de Marcel Proust (1922-2022). Proust et les écrivains contemporains , éditions Classiques Garnier, 2022

## Entretiens
- « Krinein et la Stratégie, intégrité tensionnelle : entretien avec Mathieu Larnaudie et Pierre-Yves Macé, par Guillaume Fayard », Revue Le Quartanier, no 7,‎ hiver 2007
- « Les Effondrés : discussion avec Fabrice Thumerel », libr-critique,‎ 29 avril 2010[1].
- « Pandémie spéculative, sur Les Effondrés : entretien avec Mathieu Larnaudie, par Jérôme Goude », Le Matricule des Anges, no 115,‎ juin 2010
- « Fer à gauche : entretien avec Mathieu Larnaudie, par Philippe Savary », Le Matricule des Anges, no 126,‎ septembre 2011
- « Entretien avec Mathieu Larnaudie : par Caroline Hoctan et Jean-Noël Orengo », D-Fiction,‎ décembre 2011[2].
- « Le Langage politique tourne-t-il à vide ? : entretien sur Acharnement avec David Caviglioli », Le Nouvel Obs,‎ 22 décembre 2012[3].
- « Entretien avec Mathieu Larnaudie : par Boris Plantier », Yuzu Melodies,‎ octobre 2015[4].
- « Le Grand Entretien : Mathieu Larnaudie, Le pouvoir des images : entretien avec Jean-Philippe Cazier », Diacritik,‎ octobre 2015[5].
- « Entretien avec Aurélie Adler », Revue Romanesques, no 7, Récit romanesque et modèle économique,‎ 2015
- « Les identités mouvantes de Mathieu Larnaudie : entretien avec Thierry Guichard », Le Matricule des Anges, no 172,‎ avril 2016
- « Sur Les jeunes gens : entretien avec Emilie Lanez », Le Point,‎ avril 2018 (lire en ligne)
- « Orfèvrerie monumentale : entretien avec Thierry Guichard », Le Matricules des anges,‎ septembre 2024 (lire en ligne)
- « La peur de la fin du monde hâte la sécession des ultra-riches : entretien avec Alain Nicolas », L'Humanité Magazine,‎ 24 au 30 octobre 2024 (lire en ligne)
- « A propos de Trash Vortex : entretien avec Margot Bonvallet et Yann Leray », Aires Libres,‎ 23 décembre 2024 (lire en ligne)

- « A quel degré d'irréversible en sommes-vous : entretien avec Benoît Legemble », Zone critique,‎ décembre 2024 (lire en ligne)
- « Mettre en scène les courants sous-marins invisibles qui façonnent notre contemporain : entretien avec Pauline Beaumont, Malie Berton-Daubiné, Jeanne Coville et Sophie Rouard », Diacritik,‎ juin 2025 (lire en ligne)